# Шура (приток Великой)

Шура — река в России, протекает в Юрьянском районе Кировской области. Устье реки находится в 63 км по левому берегу реки Великая. Длина реки составляет 12 км.
Исток реки находится в урочище Тюмень в 15 км к юго-западу от посёлка Юрья. Река течёт на север по ненаселённой местности, впадает в Великую выше села Верховино у деревни Шура (Подгорцевское сельское поселение).

## Данные водного реестра
По данным государственного водного реестра России относится к Камскому бассейновому округу, водохозяйственный участок реки — Вятка от города Киров до города Котельнич, речной подбассейн реки — Вятка. Речной бассейн реки — Кама.
По данным геоинформационной системы водохозяйственного районирования территории РФ, подготовленной Федеральным агентством водных ресурсов:
- Код водного объекта в государственном водном реестре — 10010300312111100034440
- Код по гидрологической изученности (ГИ) — 111103444
- Код бассейна — 10.01.03.003
- Номер тома по ГИ — 11
- Выпуск по ГИ — 1